# 主體史學
主體史學，是朝鲜民主主义人民共和国在主体思想影响下形成的历史观。主要倡导者有黄长烨等。

## 提出
自1950年代提出“主体史学”这一命题以来，朝鲜史学家们开始以新的观点分析和解释历史文献，在许多问题上得出与传统观点完全不同的结论。为了使这些成果固定下来，自1975年12月始着手编写主体史学著作《朝鲜全史》。

## 发展
20世纪80年代初以后半岛内外环境发生重大变化，1986年朝鲜提出“朝鲜民族第一主义”。1989年苏东剧变后进一步强调“高度发扬民族第一精神”。据此反观1982年出齐的33卷本《朝鲜全史》，认为有些地方已落后于形势。例如:
|  | 在内外复杂形势下对民众进行爱国主义教育时，宣传5000年悠久历史，灿烂古代文化乃重要内容。但《全史》在否定箕子朝鲜以后，卫满朝鲜以降迄今只有2000年。只有肯定檀君为史实才副其悠久。此外，传统史学承认箕子“设禁八条”教化民众，主体史学否定箕子东来以后，只有肯定传说中桓雄下凡时帝释之 “弘益人间”的教导，方能在本土找到政治理念的最初源头。 传统的朝鮮历史承续表为朝鮮（包括檀君朝鮮、箕子朝鮮、衛滿朝鮮）——三国时代——统一新罗——高丽——朝鮮。以主体史学观之，此表重大缺陷一为有背主体，二是偏重南方。因此，1993年12月提出史学新体系，即古朝鮮（檀君朝鮮、卫满朝鮮）——高句丽——渤海——高丽——朝鮮。在新的史学体系中，箕子朝鮮被否定其存在，三国时代唯以高句丽为正统（他的領土在北方，首都設在平壤），新罗、百济降为割据，统一新罗因有背主体（事唐）失去其历史地位，渤海国作为多民族国家虽不在半岛，但被认为是高句丽遗民所建国家，故可承续正统。 |

在这个新体系中，檀君占有龙头地位。据此史学新谱系，1993年5月和1994年1月先后修复高句丽东明王陵（位于平壤力浦区）和高丽太祖王陵（位于开城松岳山）。汉城（今首尔）是朝鲜最后一个封建王朝的都城，传统上被视为国家政治、文化中心。檀君陵挖掘后《劳动新闻》发表社论称：“檀君陵在平壤发现，说明平壤是朝鲜民族发祥地，是朝鲜民族国家形成和发展的中心。”

## 评论
韩国学界对新近兴起的“檀君热”反应不一。有人认为此非学术，但也有人认为：“在开放时代，外国文物思潮汹涌而至，我民族文化及其正统性受到冲击。在这种情况下，最重要的是要把民族正统性和基础定位于檀君……檀君有无其人倒在其次，首要的是树立主体。”

## 关联条目
- 金日成家族
- 朝鲜劳动党
- 朝鲜民主主义人民共和国
- 主体思想
- 主体纪年
- 主体思想塔